# Their One Love
Their One Love er en amerikansk stumfilm fra 1915 af Jack Harvey.

## Medvirkende
- Madeline Fairbanks som Madeline
- Marion Fairbanks som Marion
- Robert Wilson som Jack
- Charles Emerson